# Region Cusco
Die Region Cusco [ˈkusko] (span. Región Cusco, Quechua Qusqu suyu) ist eine Region im Südosten der peruanischen Anden. Auf einer Fläche von 72.104,41 km² leben 1.316.700 Menschen (2015). Die Hauptstadt ist Cusco.

## Bevölkerung
Mehr als zwei Drittel der Bevölkerung sind Indigene. Mestizen und Kreolen (Weiße) konzentrieren sich auf die Stadt Cusco sowie das Bergbaugebiet von Quillabamba. Die wichtigsten Sprachen sind Quechua als (Variante Qusqu-Qullaw,  Muttersprache von 54 %  der Bevölkerung) und Spanisch (43 %). Cusco gehört damit zu den vier Regionen Perus, in denen die Quechuasprachigen die Mehrheit stellen. Quechua ist vor allem auf dem Land vertreten; in der Stadt Cusco dominiert das Spanische (69 % zu 29 %).
Bevölkerungsentwicklung
| Jahr | Einwohnerzahl |
| ---- | ------------- |
| 1981 | 874.463       |
| 1993 | 1.066.495     |
| 2007 | 1.171.403     |
| 2010 | 1.274.700     |
| 2015 | 1.316.700     |

## Geographie
Das Land ist äußerst gebirgig, die durchschnittliche Höhe beträgt 3399 Meter über dem Meeresspiegel, und schneebedeckte Berge wie Ausangate, Yañaloma und Salcantay erreichen eine Höhe von über 6000 Metern. Zu den Seen zählt Laguna Huacarpay.
In Cusco befinden sich viele Ruinenstätten, darunter die wohl berühmteste des Inkareiches, Machu Picchu.

## Provinzen
Die Region Cusco ist in dreizehn Provinzen gegliedert, die wiederum in 112 Distrikte (Stand 2019) unterteilt sind.
| Provinz       | Hauptstadt  |
| ------------- | ----------- |
| Acomayo       | Acomayo     |
| Anta          | Anta        |
| Calca         | Calca       |
| Canas         | Yanaoca     |
| Canchis       | Sicuani     |
| Chumbivilcas  | Santo Tomás |
| Cusco         | Cusco       |
| Espinar       | Yauri       |
| La Convención | Quillabamba |
| Paruro        | Paruro      |
| Paucartambo   | Paucartambo |
| Quispicanchi  | Urcos       |
| Urubamba      | Urubamba    |